# I Am Alive
I Am Alive – komputerowa gra akcji stworzona przez Ubisoft Shanghai, a wydana przez Ubisoft. Ukazała się 7 marca 2012 na konsolę Xbox 360, a 4 kwietnia na PlayStation 3. Gra została oficjalnie zapowiedziana pod koniec targów E3 2008, gdzie zaprezentowano też jej trailer.

## Fabuła
Akcja gry rozgrywa się po wielkim trzęsieniu ziemi w Ameryce Północnej. Główny bohater, Adam Collins wraca do rodzinnego miasta Haventon, w celu uratowania swojej żony Julie i córki Mary. Fabuła obejmuje okres siedemnastu dni.

## Rozwój gry
Autorzy skrzętnie ukrywali niemal wszystkie dane odnośnie do gry, ujawniając bardzo mało szczegółów. Wiadomo było, że perspektywa będzie pierwszoosobowa, czyny gracza mają mieć swoje konsekwencje w przyszłości, rozgrywka ma nie koncentrować się na walce – broń i amunicję bardzo ciężko będzie zdobyć, niemniej jednak nawet pozbawiona nabojów strzelba może przydać się po prostu strasząc potencjalnych przeciwników. Zadaniem gracza będzie również poszukiwanie środków niezbędnych do życia. Twórcy czerpią inspirację z filmów ukazujących zagładę zachodnich miast, jak np. Pojutrze, Jestem legendą czy Wojna światów.